# Cryptoplophora
Cryptoplophora är ett släkte av kvalster. Cryptoplophora ingår i familjen Protoplophoridae.
Kladogram enligt Catalogue of Life:
| Cryptoplophora | \| \| Cryptoplophora abscondita \| \| \| \| \| \| Cryptoplophora asiatica \| \| \| \| |
|                | \| \| Cryptoplophora abscondita \| \| \| \| \| \| Cryptoplophora asiatica \| \| \| \| |
|                | Arthrhoplophora                                                                       |
|                |                                                                                       |
|                | Bursoplophora                                                                         |
|                |                                                                                       |
|                | Grandjeanoplophora                                                                    |
|                |                                                                                       |
|                | Hauseroplophora                                                                       |
|                |                                                                                       |
|                | Protoplophora                                                                         |
|                |                                                                                       |
|                | Prototritia                                                                           |
|                |                                                                                       |
|                | Cryptoplophora abscondita                                                             |
|                |                                                                                       |
|                | Cryptoplophora asiatica                                                               |
|                |                                                                                       |

|  | Cryptoplophora abscondita |
|  |                           |
|  | Cryptoplophora asiatica   |
|  |                           |